# Czeglédi Júlia
Czeglédi Júlia (Budapest, 1952. június 27.–) textiltervező iparművész.

## Életpályája
Czeglédi Júlia 1977-ben kézifestő és nyomottanyagtervező szakon szerzett diplomát a Magyar Iparművészeti Főiskolán, ahol mesterei voltak Eigel István, Polgár Csaba, Bakay Erzsébet. Szabadfoglalkozású iparművészként tervezéssel és kivitelezéssel foglalkozik, munkájában a kézifestést és a filmnyomást egyaránt alkalmazza.
Használati textiljeit ökonomikus motívumokkal, jól sokszorosíthatóan hozza létre. Éttermek, szállodák egész textilgarnitúráját tervezi. A különleges zászlók tervezésben is kiemelkedő, a hagyományos történelmi zászlók mellett az új, XXI. századi zászlóműfajban is otthon van, 15 éve műveli a zászlóműfajt. Faliképein, nyomtatott függönyein  gyakran alkalmaz rácsszerkezetet nyomással, mely olykor háromdimenziós hatást kelt, reliefként jelenik meg. Bátor színeivel, motívumainak elrendezéseivel derűt és harmóniát sugároz. Rendszeresen részt vesz pályázatokon és munkáival egyéni és csoportos kiállításokon is szerepel.
Alkotásait őrzi a budapesti Magyar Iparművészeti Múzeum és a szombathelyi Savaria Múzeum. Megvalósított alkotásai között elsősorban nyomtatott függönyök, faliképek, falikárpitok szerepelnek az ország közel húsz városában. Több munkája található a Hilton szálló nagytermében, valamint a Budapest Bank székházában. Zászlói is egyre elterjedtebbek köztereken is.

## Albuma
- Czeglédi Júlia textilművész. Budapest : Czeglédi Júlia, [2006]. 71 p. ill., színes. ISBN 963-460-486-2 (Magyar és angol nyelven).

## Kiállításai (válogatás)

### Egyéni
- 1981 • Könnyűipari Műszaki Főiskola • Benczúr Terem, Nyíregyháza
- 1984 • IDEA, Budavári Galéria, Budapest
- 1987 • Derkovits Terem, Budapest
- 1989 • Benczúr Terem, Nyíregyháza.
- 2012 • Újbuda Galéria - Újbuda Önkormányzatának Galériája

### Csoportos
- 1980 • Fiatal alkotók a kulturált környezetért, Duna Galéria, Budapest • A kéz intelligenciája, Műcsarnok, Budapest • Művészet az üzemekben, Magyar Nemzeti Galéria, Budapest • 3. Nemzetközi Miniatűrtextil Biennálé, Savaria Múzeum, Szombathely
- 1981 • Függönykiállítás, Fényes Adolf Terem, Budapest
- 1983 • Országos Iparművészeti kiállítás, Műcsarnok, Budapest • Művészeti Fesztivál, Sportcsarnok
- 1984 • Fiatal Iparművészek Stúdiója-kiállítás, Ernst Múzeum, Budapest
- 1985 • Textiltervek '85, Budapest Galéria Lajos u., Budapest
- 1986 • 6. Nemzetközi Miniatűrtextil Biennálé, Savaria Múzeum, Szombathely
- 1987 • Ünnep, Vigadó Galéria, Budapest • Trikó, póló, T-shirt, Tölgyfa Galéria, Budapest
- 1988 • I. Nemzetközi Mintatriennálé, Műcsarnok, Budapest
- 1989 • Téli Tárlat, Műcsarnok, Budapest
- 1991 • II. Nemzetközi Mintatriennálé, Ernst Múzeum, Budapest
- 1994 • Tavaszi Tárlat, Petőfi Csarnok
- 1996 • I. Zászlóbiennálé, Szombathelyi Képtár, Szombathely
- 1997 • Textil-tér, Magdolna-torony
- 1998 • 15. Magyar Textilbiennálé (Fal- és Tértextil Biennálé), Szombathelyi Képtár, Szombathely • Díjazottak, Festőterem, Sopron.
- 2011 • Szerbiai és magyar művészek csoportos szabadtéri művészzászló tárlata / XIII. Plein Art Kortárs Művészetek Fesztiválja, Helyszín: szabadtér, Ráday u. 27-31.

## Köztéri alkotásai
- Garnitúra (Budapest, Krumplis Fáni Étterem)
- Függönyök, faliképek (Budapest, Hilton Hotel • Wien Hotel • Visegrád, Silvanus Hotel és Beatrice Étterem)

(Hédervár, Kastély)
Budapest Bank
Postahivatalok, Cegléd, Gödöllő, Balassagyarmat, Esztergom
Akadimpex • Multireklám • Országos Mérésügyi Hivatal • Szombathely • Miskolc • Győr • Balatonszabadi.

## Díjak, elismerések
- 1978: Fiatal Iparművészek pályázatának II. díja;
- 1984: Fiatal Iparművészek Stúdiója különdíja;
- 1985: VIT-pályázat II. díja;
- 1987: Fiatal Iparművészek Stúdiója-kiállítás díja;
- 1996: I. Zászlóbiennálé, Szombathelyi Képtár, Szombathely díja.